# 慶曆四諫
庆历四谏是宋朝仁宗在庆历三、四年間親自委任的諫官。一般簡稱為四谏，為免與其他“四谏”混淆，所以加上年號作識別。
他們分別是：欧阳修、余靖、王素和蔡襄。連同范仲淹、富弼和韩琦等人一同推動改革，為庆历新政而努力。